# ローブ・デコルテ
ローブ・デコルテ（仏:robe décolletée）とは、ネックラインが深く大きくカットされ、肩および背中と胸の上部を露出したノースリーブのドレスのことである。「Robe」（ローブ）は衣装、「colleté」は襟（えり）、「décolleté」で襟の打ち消し（襟無し）、つまり「Robe décolleté」で襟無し衣装、という語意である。
ローブ・デコルテはイブニングドレスの一種であり、女性の最も正式な礼装として扱われるもので、男性の燕尾服に相当する夜礼服である。なお、対照的に昼の正礼装であるローブ・モンタントは「高い立襟のドレス」という意味があり、こちらは肩も背中も露出していない。
日本では、天皇の名の下に授与される勲章や褒章の授与式における服装を規定した「総理府告示：勲章等着用規定」において、女性が勲章等を着用する場合の服装はローブ・デコルテであることが規定されている。また、「皇室及び公式の場合の心得」においても同様のドレスコードが規定されている。
ドレスと合わせ肘上まである長い手袋(オペラグローブ)を着用するのが正式なマナーである。
単に「デコルテ」といった場合に、この衣装を指す場合もある。

## 概要
欧米では、昼と夜の礼服が区別されている。これは、欧米の晩餐会、舞踏会、演奏会、観劇（演劇、オペラ、バレエ、ミュージカル）などの夜の開催時間が日本に比べて遅く、平日でも勤務先から帰宅して軽く食事を済ませてシャワーを浴びて着替え、夜を楽しめる職住近接が出来ている都市空間であるためだ。日本の大都市のように通勤時間に1時間以上もかかり、勤務先から直行する都市空間では、昼と夜を着替えて出席する事は帰宅の心配が不要の宮中晩餐会など、親善・外交に出席する場合以外は困難である。
18世紀のフランスが発祥とされ、現代においても白人主流派の先進国であるアングロサクソン諸国では女性の最上位の夜礼服として用いられる。胸や肩を大きく露出させることで着装者の肉体的な美しさを誇示する役目を果たす。フランス語でローブは「ドレス」を、デコルテは「肩･胸･背中をあらわにした」という意味。その２語を繋いだ「ローブ・デコルテ」は床につく裾丈で、襟元が広めに開いた胸元や肩、ときには背部も見せるドレスのことである。
日本では、1886年（明治19年）に女性の中礼服として採用され、以後社交界などで着用されるようになった。第二次世界大戦後に、本来の女性用大礼服であったマント・ド・クールが用いられなくなると、ローブ・デコルテが大礼服に替わる公式な場における女性用の正装・礼服として用いられるようになった。宮中行事では朝見の儀など昼間でも着用される。令和元年に行われた「即位後朝見の儀」において皇后雅子によって着用されたことで注目を浴びた。
旧皇族の竹田恒泰は著書「日本の礼儀作法～宮家のおしえ～」において、皇室の晩餐会や儀式などの特別に改まった場面においてローブ・デコルテと併せてオペラグローブを着用し、ティアラ(小さな王冠)を付けることを基本としており、宮中ではこれを女性の最上級礼装としている、との旨を示している。
皇太子徳仁親王成婚の際、皇太子妃雅子のローブ・デコルテを手がけたファッションデザイナーの森英恵は「ローブ・デコルテは勲章をつけるためのドレスであり、肌を出し、皮の長い手袋を合わせる正装」と述べている。また、近年ではローブ・デコルテ風のウェディングドレスデザインも脚光を浴びている。